# النضر بن الحارث
النضر بن الحارث بن علقمة بن كلدة بن عبد مناف العبدري القُرشي وكنيته أبو فائد، (تُوفيّ 2 هـ - 624 م) سيد من أسياد قبيلة قريش ووجوهها، وأحد أعتى وأشرس أعداء النبي محمد ودين الإسلام خلال الوقت المُبكر من تاريخه، اشتُهِر في التاريخ الإسلامي لمعاداته النبي محمد بالتكذيب والأذى. وهو والد الصحابي المهاجر النُضَير بن النضر بن الحارث العبدري.

## نسبه
هو النضر بن الحارث بن علقمة بن كلدة بن عبد مناف بن عبد الدار بن قصي بن كلاب بن مرة بن كعب بن لؤي بن غالب بن فهر بن مالك بن النضر بن كنانة بن خزيمة بن مدركة بن إلياس بن مضر بن نزار بن معد بن عدنان.

## سيرته
حينما أعلن النبي محمد صلى الله عليه وسلم نبوته علناً أمام الناس ودعا الناس لترك الأصنام والأوثان والإيمان بإله واحد أحد لم يلد ولم يولد، ودعا قبيلته في المقام الأول لنبذ الآلهة المتعددة وعبادة التماثيل المصنوعة من الأحجار والأخشاب وأخبرهم أنّه من آمن بما يؤمنون به فإنّ سيُعذب في نار جهنم مؤبداً لا محالة وأما من آمن وعمل بالصالحات ومكارم الأخلاق فله جنات عرضها السماء والأرض مخلد فيها، كانت ردود الفعل بين فريقين فريق آمن به وصدقه واتبعه وهؤلاء أغلبهم من العبيد وصغار السن والفقراء والنساء وفريق جحد كلامه وأنكره وعارضه وهؤلاء أغلبهم من الأثرياء والأسياد وأصحاب الشرف بين قومهم لذا أخذ هؤلاء الأسياد يضطهدون الفريق الأضعف بينهم وهو المؤمن بالإسلام وأخذوا كُلّ واحدٍ منهم يعذب عبده وابنه وزوجته وأخيه وقريبه لربما يترك الإسلام.
وكان على رأس هؤلاء أبو لهب بن عبد المطلب وأبو جهل وأمية بن خلف وعتبة بن ربيعة وشيبة بن ربيعة والوليد بن المغيرة وعقبة بن أبي معيط وأبو سفيان بن حرب الذي أسلم لاحقاً والنضر بن الحارث، وكان أكثر ما أنكروه على محمد هُوّ أنّه دين آباءهم وأجدادهم وهو قال أن من مات على دينهم فهو في النار، فأنكروا على النبي محمد قائلين: «إنا والله ما نعلم رجلاً من العرب أدخل على قومه مثل ما أدخلت على قومك، لقد عبت الدين، وشتمت الآلهة، وسفهت الأحلام، وفرقت الجماعة...»
وحاولوا محاربة الدين الجديد بشتى الطرق مثل تعذيب المسلمين وقتلهم وإيذاء النبي محمد سواءً بالكلام أو باليد وحاولوا أحياناً قتله وأحياناً حاولوا رشوته بالمال والجاه ومرةً حاولوا مقايضته بعمارة بن الوليد بن المغيرة.
وكان النضر بن الحارث ممن كان يؤذي النبي محمد، وينصب له العداوة، فقرر أن يرحل إلى شمال شرق الجزيرة يطلب قصص الفرس وأساطيرهم ليضاهي ما أتى به النبي محمد فذهب إلى الحيرة فقرأ كتب الفرس[ ؟ ] وحفظ قصصهم (ومنها كتاب كليلة ودمنة) وأساطيرهم وخالط اليهود والمسيحيين، وكان يُسافر إلى العراق والشام وفارس[ ؟ ] بحكم عمله كتاجر وأثناء ذلك يتعلم أساطير الروم[ ؟ ] والفرس[ ؟ ] وملوكهم وأحاديث رستم واسبنديار، ويمر باليهود والمسيحيين فيسمعهم يقرءون التوراة والإنجيل فإذا عاد إلى مكة المكرمة يحدث الناس بهذه القصص والأحاديث ثُمّ يقول لهم: «بماذا محمد أحسن حديثاً مني ؟» 
وكان إذا جلس النبي محمد مجلساً، فدعا فيه إلى الله والإسلام، وتلا فيه القرآن وحذر قريش ما أصاب الأمم البائدة مثل عاد وثمود وحذر قومه ما أصاب من قبلهم من الأمم من نقمة الله ثُمّ إذا قام النبي محمد يأتي النضر بن الحارث ويخلفه فيبدأ يحكي الأساطير والأقاصيص التي تعلمها ويحدث الناس عن رستم السديد وعن إسفنديار، وملوك فارس، ثم يقول: «أنا والله يا معشر قريش، أحسن حديثاً منه، فهلُّمُ إليَّ، فأنا أحدثكم أحسن من حديثه..» ، وكان أيضا يؤجر القصاصين يرون القصص حتى يقومون بإلهاء الناس الذين قدموا ليسمعوا محمد وكان يقول: «محمد يحدثكم أحاديث عاد وثمود، وأنا أحدثكم أحاديث فارس والروم»، وفي أحد المرات سمع النبي محمد يقرأ القرآن على الناس، فقال: «قد سمعنا لو نشاء لقلنا مثل هذا، وما حديثه إلا أساطير الأولين اكتتبها كما اكتتبتها.»، فنزلت ﴿وَإِذَا تُتْلَىٰ عَلَيْهِمْ آيَاتُنَا قَالُوا قَدْ سَمِعْنَا لَوْ نَشَاءُ لَقُلْنَا مِثْلَ هَٰذَا ۙ إِنْ هَٰذَا إِلَّا أَسَاطِيرُ الْأَوَّلِينَ﴾ 
وفي أحد المرات سأل النبي: «متى تنقضي الدنيا ؟»، فنزلت فيه ﴿يَسْأَلُونَكَ عَنِ السَّاعَةِ أَيَّانَ مُرْسَاهَا قُلْ إِنَّمَا عِلْمُهَا عِنْدَ رَبِّي لَا يُجَلِّيهَا لِوَقْتِهَا إِلَّا هُوَ ثَقُلَتْ فِي السَّمَاوَاتِ وَالْأَرْضِ لَا تَأْتِيكُمْ إِلَّا بَغْتَةً يَسْأَلُونَكَ كَأَنَّكَ حَفِيٌّ عَنْهَا قُلْ إِنَّمَا عِلْمُهَا عِنْدَ اللَّهِ وَلَكِنَّ أَكْثَرَ النَّاسِ لَا يَعْلَمُونَ﴾ 
كما أنّه هو من كتب الصحيفة التي كُتبِت بحق بني هاشم وبني عبد المطلب التي تنص على عدم الزواج منهم أو تزويجهم أو الشراء منهم أو بيع الطعام لهم وللمسلمين وذلك لأنَّ بني هاشم كانوا يحمون النبي محمد من القتل ويرفضون تسليمه للوثنيين من قبيلة قريش، وبسبب هذه الصحيفة تمَّ مقاطعة بني هاشم والمسلمين وتمَّ تجويعهم في شعب بني هاشم لمدة ثلاث سنين، وقيل أنه بسبب المقاطعة توفيت أم المؤمنين خديجة بنت خويلد.

### تعلمه للعزف والغناء
في بلاد العجم والحيرة تعلم ضرب وعزف العود فلما قدم مكة علّم أهلها فاتخذوا القينات، وكانت قريش لا تعرف من الغناء إلا النَّصْب َ (وهو ضرب من غناء العرب أرق من الحُداء) حتى قدم النضر بن الحارث فكان هو أول من ضرب على العود بألحان الفرس[ ؟ ]، وكان إذا سمع أن أحداً يُريد دخول الإسلام والإيمان بالنبي محمد يذهب إليه وينطلق به إلى قينته فيقول: «أطعميه واسقيه وغنيه، هذا خيرٌ مما يدعوك إليه محمد من الصلاة والصيام وأن تُقاتل بين يديه..»، أي الغناء والموسيقى واللهو أفضل من العبادات وما يأمر به الإسلام، فنزلت آية قرآنية فيه وهيّ ﴿وَمِنَ النَّاسِ مَنْ يَشْتَرِي لَهْوَ الْحَدِيثِ لِيُضِلَّ عَنْ سَبِيلِ اللَّهِ بِغَيْرِ عِلْمٍ وَيَتَّخِذَهَا هُزُوًا أُولَئِكَ لَهُمْ عَذَابٌ مُهِينٌ﴾ 

### شهادته للنبي محمد ونصحه لقريش
في أحد المرات غضب أبو جهل من النبي محمد وأراد قتله فقال لأصحابه ممن يعادي الإسلام: «يا معشر قريش، إن محمداً قد أبى إلا ما ترون من عيب ديننا، وشتم آبائنا، وتسفيه أحلامنا، وشتم آلهتنا، وإني أعاهد الله لأجلسن له غداً بحجر ما أُطيق حمله فإذا سجد في صلاته فضخت به رأسه، فأسلموني عند ذلك أو امنعوني، فليصنع بعد ذلك بنو عبد مناف ما بدا لهم»، فقالوا له: «والله لا نسلمك لشيء أبداً، فامضٍ لما تريد»، فلمّا أصبح صباح اليوم التالي قام أبو جهل وأخذ حجراً كما وصفه وجلس ينتظر قدوم النبي محمد للمسجد الحرام فأتى النبي محمد ليصلى صلاته بين الركن اليماني والحجر الأسود واجتمع أعداء الإسلام من قريش في ناديهم ينتظرون ما يفعل أبو جهل فلمّا سجد النبي احتمل أبو جهل الحجر ثم أقبل نحوه حتى إذا اقترب منه رجع مُنهزماً مُنتقعاً لونه مرعوباً قد يبست يداه على حجره حتى قذف الحجر من يده وقامت إليه رجال قريش فقالوا له: «ما لك يا أبا الحكم ؟»، قال: «قمتُ إليه لأفعل به ما قلتُ لكم البارحة، فلما دنوتُ منه عرض لي دونه فحل من الإبل، لا والله ما رأيتُ مثل هامته، ولا مثل قصرته ولا أنيابه لفحل قط، فهمَّ بي أن يأكلني» ، فلمّا سمع النضر بن الحارث ما قاله أبو جهل قام وخطب في قريش قائلاً ينصحهم بالتدبر مما حصل:
| النضر بن الحارث | يا معشر قريش، إنه والله قد نزل بكم أمر ما أتيتم له بحيلة بعد، قد كان محمد فيكم غلاماً حدثاً أرضاكم فيكم، وأصدقكم حديثاً، وأعظمكم أمانة، حتى إذا رأيتم في صدغيه الشيب، وجاءكم بما جاءكم به، قلتم ساحر[ ؟ ]، لا والله ما هو بساحر، لقد رأينا السحرة ونفثهم وعقدهم؛ وقلتم كاهن، لا والله ما هو بكاهن، قد رأينا الكهنة وتخالجهم وسمعنا سجعهم؛ وقلتم شاعر، لا والله ما هو بشاعر، قد رأينا الشعر، وسمعنا أصنافه كلها: هزجه ورجزه؛ وقلتم مجنون، لا والله ما هو بمجنون، لقد رأينا الجنون فما هو بخنقه، ولا وسوسته، ولا تخليطه، يا معشر قريش، فانظروا في شأنكم، فإنه والله لقد نزل بكم أمر عظيمٌ! | النضر بن الحارث |

### إرساله إلى اليهود والأسئلة الثلاثة
لمّا قال لهم النضر ذلك قرروا إرساله مع عقبة بن أبي معيط إلى علماء وأحبار يهود المدينة المنورة، وقالوا لهما: «سلاهم عن محمد، وصفا لهم صفته، وأخبراهم بقوله، فإنهم أهل الكتاب الأول، وعندهم علم ليس عندنا من علم الأنبياء..»، فذهبا للمدينة فسألا أحبار اليهود عن النبي، ووصفا لهم أمره، وأخبراهم ببعض قوله، وقالا لهم: «إنكم أهل التوراة، وقد جئناكم لتخبرونا عن صاحبنا هذا..»، فقالوا لهم:
| النضر بن الحارث | سلوه عن ثلاث نأمركم بهن، فإن أخبركم بهن فهو نبي مرسل، وإن لم يفعل فالرجل متقول، فروا فيه رأيكم. سلوه عن فتية ذهبوا في الدهر الأول ما كان أمرهم؛ فإنه قد كان لهم حديث عجب، وسلوه عن رجل طواف قد بلغ مشارق الأرض ومغاربها ما كان نبؤه، وسلوه عن الروح ما هي ؟ فإذا أخبركم بذلك فاتبعوه، فإنه نبي، وإن لم يفعل، فهو رجل متقول، فاصنعوا في أمره ما بدا لكم. | النضر بن الحارث |

فعاد النضر وعقبة لمكة، وقالوا لقريش: «يا معشر قريش، قد جئناكم بفصل ما بينكم وبين محمد، قد أخبرنا أحبار يهود أن نسأله عن أشياء أمرونا بها، فإن أخبركم عنها فهو نبي، وإن لم يفعل فالرجل متقول، فرَوْا فيه رأيكم.»، فذهبوا للنبي محمد: «يا محمد، أخبرنا عن فتية ذهبوا في الدهر الأول قد كانت لهم قصة عجب؛ وعن رجل كان طوافا قد بلغ مشارق الأرض ومغاربها؛ وأخبرنا عن الروح ما هي ؟ »
فنزل من القرآن: ﴿وَإِنَّا لَجَاعِلُونَ مَا عَلَيْهَا صَعِيدًا جُرُزًا ۝٨ أَمْ حَسِبْتَ أَنَّ أَصْحَابَ الْكَهْفِ وَالرَّقِيمِ كَانُوا مِنْ آيَاتِنَا عَجَبًا ۝٩ إِذْ أَوَى الْفِتْيَةُ إِلَى الْكَهْفِ فَقَالُوا رَبَّنَا آتِنَا مِنْ لَدُنْكَ رَحْمَةً وَهَيِّئْ لَنَا مِنْ أَمْرِنَا رَشَدًا ۝١٠ فَضَرَبْنَا عَلَى آذَانِهِمْ فِي الْكَهْفِ سِنِينَ عَدَدًا ۝١١ ثُمَّ بَعَثْنَاهُمْ لِنَعْلَمَ أَيُّ الْحِزْبَيْنِ أَحْصَى لِمَا لَبِثُوا أَمَدًا ۝١٢ نَحْنُ نَقُصُّ عَلَيْكَ نَبَأَهُمْ بِالْحَقِّ إِنَّهُمْ فِتْيَةٌ آمَنُوا بِرَبِّهِمْ وَزِدْنَاهُمْ هُدًى ۝١٣ وَرَبَطْنَا عَلَى قُلُوبِهِمْ إِذْ قَامُوا فَقَالُوا رَبُّنَا رَبُّ السَّمَاوَاتِ وَالْأَرْضِ لَنْ نَدْعُوَ مِنْ دُونِهِ إِلَهًا لَقَدْ قُلْنَا إِذًا شَطَطًا ۝١٤ هَؤُلَاءِ قَوْمُنَا اتَّخَذُوا مِنْ دُونِهِ آلِهَةً لَوْلَا يَأْتُونَ عَلَيْهِمْ بِسُلْطَانٍ بَيِّنٍ فَمَنْ أَظْلَمُ مِمَّنِ افْتَرَى عَلَى اللَّهِ كَذِبًا ۝١٥ وَإِذِ اعْتَزَلْتُمُوهُمْ وَمَا يَعْبُدُونَ إِلَّا اللَّهَ فَأْوُوا إِلَى الْكَهْفِ يَنْشُرْ لَكُمْ رَبُّكُمْ مِنْ رَحْمَتِهِ وَيُهَيِّئْ لَكُمْ مِنْ أَمْرِكُمْ مِرفَقًا ۝١٦ وَتَرَى الشَّمْسَ إِذَا طَلَعَتْ تَزَاوَرُ عَنْ كَهْفِهِمْ ذَاتَ الْيَمِينِ وَإِذَا غَرَبَتْ تَقْرِضُهُمْ ذَاتَ الشِّمَالِ وَهُمْ فِي فَجْوَةٍ مِنْهُ ذَلِكَ مِنْ آيَاتِ اللَّهِ مَنْ يَهْدِ اللَّهُ فَهُوَ الْمُهْتَدِ وَمَنْ يُضْلِلْ فَلَنْ تَجِدَ لَهُ وَلِيًّا مُرْشِدًا ۝١٧ وَتَحْسَبُهُمْ أَيْقَاظًا وَهُمْ رُقُودٌ وَنُقَلِّبُهُمْ ذَاتَ الْيَمِينِ وَذَاتَ الشِّمَالِ وَكَلْبُهُمْ بَاسِطٌ ذِرَاعَيْهِ بِالْوَصِيدِ لَوِ اطَّلَعْتَ عَلَيْهِمْ لَوَلَّيْتَ مِنْهُمْ فِرَارًا وَلَمُلِئْتَ مِنْهُمْ رُعْبًا ۝١٨ وَكَذَلِكَ بَعَثْنَاهُمْ لِيَتَسَاءَلُوا بَيْنَهُمْ قَالَ قَائِلٌ مِنْهُمْ كَمْ لَبِثْتُمْ قَالُوا لَبِثْنَا يَوْمًا أَوْ بَعْضَ يَوْمٍ قَالُوا رَبُّكُمْ أَعْلَمُ بِمَا لَبِثْتُمْ فَابْعَثُوا أَحَدَكُمْ بِوَرِقِكُمْ هَذِهِ إِلَى الْمَدِينَةِ فَلْيَنْظُرْ أَيُّهَا أَزْكَى طَعَامًا فَلْيَأْتِكُمْ بِرِزْقٍ مِنْهُ وَلْيَتَلَطَّفْ وَلَا يُشْعِرَنَّ بِكُمْ أَحَدًا ۝١٩ إِنَّهُمْ إِنْ يَظْهَرُوا عَلَيْكُمْ يَرْجُمُوكُمْ أَوْ يُعِيدُوكُمْ فِي مِلَّتِهِمْ وَلَنْ تُفْلِحُوا إِذًا أَبَدًا ۝٢٠ وَكَذَلِكَ أَعْثَرْنَا عَلَيْهِمْ لِيَعْلَمُوا أَنَّ وَعْدَ اللَّهِ حَقٌّ وَأَنَّ السَّاعَةَ لَا رَيْبَ فِيهَا إِذْ يَتَنَازَعُونَ بَيْنَهُمْ أَمْرَهُمْ فَقَالُوا ابْنُوا عَلَيْهِمْ بُنْيَانًا رَبُّهُمْ أَعْلَمُ بِهِمْ قَالَ الَّذِينَ غَلَبُوا عَلَى أَمْرِهِمْ لَنَتَّخِذَنَّ عَلَيْهِمْ مَسْجِدًا ۝٢١ سَيَقُولُونَ ثَلَاثَةٌ رَابِعُهُمْ كَلْبُهُمْ وَيَقُولُونَ خَمْسَةٌ سَادِسُهُمْ كَلْبُهُمْ رَجْمًا بِالْغَيْبِ وَيَقُولُونَ سَبْعَةٌ وَثَامِنُهُمْ كَلْبُهُمْ قُلْ رَبِّي أَعْلَمُ بِعِدَّتِهِمْ مَا يَعْلَمُهُمْ إِلَّا قَلِيلٌ فَلَا تُمَارِ فِيهِمْ إِلَّا مِرَاءً ظَاهِرًا وَلَا تَسْتَفْتِ فِيهِمْ مِنْهُمْ أَحَدًا ۝٢٢﴾ [الكهف:8–22]
ونزل في قصة ذو القرنين: ﴿وَيَسْأَلُونَكَ عَنْ ذِي الْقَرْنَيْنِ قُلْ سَأَتْلُو عَلَيْكُمْ مِنْهُ ذِكْرًا ۝٨٣ إِنَّا مَكَّنَّا لَهُ فِي الْأَرْضِ وَآتَيْنَاهُ مِنْ كُلِّ شَيْءٍ سَبَبًا ۝٨٤ فَأَتْبَعَ سَبَبًا ۝٨٥ حَتَّى إِذَا بَلَغَ مَغْرِبَ الشَّمْسِ وَجَدَهَا تَغْرُبُ فِي عَيْنٍ حَمِئَةٍ وَوَجَدَ عِنْدَهَا قَوْمًا قُلْنَا يَا ذَا الْقَرْنَيْنِ إِمَّا أَنْ تُعَذِّبَ وَإِمَّا أَنْ تَتَّخِذَ فِيهِمْ حُسْنًا ۝٨٦ قَالَ أَمَّا مَنْ ظَلَمَ فَسَوْفَ نُعَذِّبُهُ ثُمَّ يُرَدُّ إِلَى رَبِّهِ فَيُعَذِّبُهُ عَذَابًا نُكْرًا ۝٨٧ وَأَمَّا مَنْ آمَنَ وَعَمِلَ صَالِحًا فَلَهُ جَزَاءً الْحُسْنَى وَسَنَقُولُ لَهُ مِنْ أَمْرِنَا يُسْرًا ۝٨٨ ثُمَّ أَتْبَعَ سَبَبًا ۝٨٩ حَتَّى إِذَا بَلَغَ مَطْلِعَ الشَّمْسِ وَجَدَهَا تَطْلُعُ عَلَى قَوْمٍ لَمْ نَجْعَلْ لَهُمْ مِنْ دُونِهَا سِتْرًا ۝٩٠ كَذَلِكَ وَقَدْ أَحَطْنَا بِمَا لَدَيْهِ خُبْرًا ۝٩١ ثُمَّ أَتْبَعَ سَبَبًا ۝٩٢ حَتَّى إِذَا بَلَغَ بَيْنَ السَّدَّيْنِ وَجَدَ مِنْ دُونِهِمَا قَوْمًا لَا يَكَادُونَ يَفْقَهُونَ قَوْلًا ۝٩٣ قَالُوا يَا ذَا الْقَرْنَيْنِ إِنَّ يَأْجُوجَ وَمَأْجُوجَ مُفْسِدُونَ فِي الْأَرْضِ فَهَلْ نَجْعَلُ لَكَ خَرْجًا عَلَى أَنْ تَجْعَلَ بَيْنَنَا وَبَيْنَهُمْ سَدًّا ۝٩٤ قَالَ مَا مَكَّنِّي فِيهِ رَبِّي خَيْرٌ فَأَعِينُونِي بِقُوَّةٍ أَجْعَلْ بَيْنَكُمْ وَبَيْنَهُمْ رَدْمًا ۝٩٥ آتُونِي زُبَرَ الْحَدِيدِ حَتَّى إِذَا سَاوَى بَيْنَ الصَّدَفَيْنِ قَالَ انْفُخُوا حَتَّى إِذَا جَعَلَهُ نَارًا قَالَ آتُونِي أُفْرِغْ عَلَيْهِ قِطْرًا ۝٩٦ فَمَا اسْطَاعُوا أَنْ يَظْهَرُوهُ وَمَا اسْتَطَاعُوا لَهُ نَقْبًا ۝٩٧ قَالَ هَذَا رَحْمَةٌ مِنْ رَبِّي فَإِذَا جَاءَ وَعْدُ رَبِّي جَعَلَهُ دَكَّاءَ وَكَانَ وَعْدُ رَبِّي حَقًّا ۝٩٨ وَتَرَكْنَا بَعْضَهُمْ يَوْمَئِذٍ يَمُوجُ فِي بَعْضٍ وَنُفِخَ فِي الصُّورِ فَجَمَعْنَاهُمْ جَمْعًا ۝٩٩ وَعَرَضْنَا جَهَنَّمَ يَوْمَئِذٍ لِلْكَافِرِينَ عَرْضًا ۝١٠٠ الَّذِينَ كَانَتْ أَعْيُنُهُمْ فِي غِطَاءٍ عَنْ ذِكْرِي وَكَانُوا لَا يَسْتَطِيعُونَ سَمْعًا ۝١٠١ أَفَحَسِبَ الَّذِينَ كَفَرُوا أَنْ يَتَّخِذُوا عِبَادِي مِنْ دُونِي أَوْلِيَاءَ إِنَّا أَعْتَدْنَا جَهَنَّمَ لِلْكَافِرِينَ نُزُلًا ۝١٠٢ قُلْ هَلْ نُنَبِّئُكُمْ بِالْأَخْسَرِينَ أَعْمَالًا ۝١٠٣ الَّذِينَ ضَلَّ سَعْيُهُمْ فِي الْحَيَاةِ الدُّنْيَا وَهُمْ يَحْسَبُونَ أَنَّهُمْ يُحْسِنُونَ صُنْعًا ۝١٠٤ أُولَئِكَ الَّذِينَ كَفَرُوا بِآيَاتِ رَبِّهِمْ وَلِقَائِهِ فَحَبِطَتْ أَعْمَالُهُمْ فَلَا نُقِيمُ لَهُمْ يَوْمَ الْقِيَامَةِ وَزْنًا ۝١٠٥ ذَلِكَ جَزَاؤُهُمْ جَهَنَّمُ بِمَا كَفَرُوا وَاتَّخَذُوا آيَاتِي وَرُسُلِي هُزُوًا ۝١٠٦ إِنَّ الَّذِينَ آمَنُوا وَعَمِلُوا الصَّالِحَاتِ كَانَتْ لَهُمْ جَنَّاتُ الْفِرْدَوْسِ نُزُلًا ۝١٠٧ خَالِدِينَ فِيهَا لَا يَبْغُونَ عَنْهَا حِوَلًا ۝١٠٨ قُلْ لَوْ كَانَ الْبَحْرُ مِدَادًا لِكَلِمَاتِ رَبِّي لَنَفِدَ الْبَحْرُ قَبْلَ أَنْ تَنْفَدَ كَلِمَاتُ رَبِّي وَلَوْ جِئْنَا بِمِثْلِهِ مَدَدًا ۝١٠٩ قُلْ إِنَّمَا أَنَا بَشَرٌ مِثْلُكُمْ يُوحَى إِلَيَّ أَنَّمَا إِلَهُكُمْ إِلَهٌ وَاحِدٌ فَمَنْ كَانَ يَرْجُو لِقَاءَ رَبِّهِ فَلْيَعْمَلْ عَمَلًا صَالِحًا وَلَا يُشْرِكْ بِعِبَادَةِ رَبِّهِ أَحَدًا ۝١١٠﴾ [الكهف:83–110]، وسألوه عن الروح فنزلت آية: ﴿وَيَسْأَلُونَكَ عَنِ الرُّوحِ قُلِ الرُّوحُ مِنْ أَمْرِ رَبِّي وَمَا أُوتِيتُمْ مِنَ الْعِلْمِ إِلَّا قَلِيلًا﴾

### دعاؤه الله لينزل به العذاب إن كان الإسلام الحق
في أحد الأيام قص النبي محمد ما جرى مع أهل القرون الماضية، فقال النضر: «لو شئت لقلت مثل هذا إن هذا إلا أساطير الأولين..»، فقال الصحابي عثمان بن مظعون: «اتقِ الله فإن محمداً  يقول الحق»، فرد النضر: «فأنا أقول الحق»، أي حتى أنا أقول الحق، فقال عثمان: «فإن محمداً  يقول لا إله إلا الله!»، فرد النضر: «وأنا أقول لا إله إلا الله، ولكن هذه بنات الله!!»، يقصد ببنات الله الأصنام العزى واللات ومناة، ثُمّ قال: «اللهم إن كان هذا الذي يقول محمد هو الحق من عندك فأمطر علينا حجارةً من السماء أو ائتنا بعذاب أليم»، فنزلت فيه آية ﴿وإذ قالوا اللهم إن كان هذا هو الحق من عندك فأمطر علينا حجارة من السماء أو ائتنا بعذاب أليم وما كان الله ليعذبهم وأنت فيهم وما كان الله معذبهم وهم يستغفرون﴾ 
وأيضًا كان يدعو الله إن كان الإسلام الحق أن يعجل حسابه وعذابه قبل يوم القيامة فنزلت آية ﴿وَقَالُوا رَبَّنَا عَجِّلْ لَنَا قِطَّنَا قَبْلَ يَوْمِ الْحِسَابِ اصْبِرْ عَلَى مَا يَقُولُونَ وَاذْكُرْ عَبْدَنَا دَاوُدَ ذَا الْأَيْدِ إِنَّهُ أَوَّابٌ﴾ وقيل أن آية ﴿سَأَلَ سَائِلٌ بِعَذَابٍ وَاقِعٍ﴾ نزلت فيه أيضًا.

### آيات أُخرى نزلت فيه
قال المفسرون نزلت فيه آية ﴿ومن الناس من يجادل في الله بغير علم ولا هدى ولا كتاب منير ثاني عطفه ليضل عن سبيل الله له في الدنيا خزي ونذيقه يوم القيامة عذاب الحريق ذلك بما قدمت يداك وأن الله ليس بظلام للعبيد﴾، وقال شمس الدين القرطبي في تفسيرها: «إن النضر بن الحارث  يجادل في الله بغير علم، ويتبع كل شيطان مريد، والنضر بن الحارث  يجادل في الله من غير علم ومن غير هدى وكتاب منير؛ ليضل عن سبيل الله...وقد قيل : كان من قول النضر بن الحارث  أن الملائكة بنات الله ، وهذا جدال في الله تعالى »
وقيل نزلت فيه أيضًا ﴿أَفَبِعَذَابِنَا يَسْتَعْجِلُونَ﴾ ، وأيضًا آية ﴿أولم ينظروا في ملكوت السماوات والأرض وما خلق الله من شيء وأن عسى أن يكون قد اقترب أجلهم فبأي حديث بعده يؤمنون﴾ ، وآية ﴿وَلَقَدْ نَعْلَمُ أَنَّهُمْ يَقُولُونَ إِنَّمَا يُعَلِّمُهُ بَشَرٌ لِسَانُ الَّذِي يُلْحِدُونَ إِلَيْهِ أَعْجَمِيٌّ وَهَذَا لِسَانٌ عَرَبِيٌّ مُبِينٌ﴾ ، ونزلت فيه أيضًا ﴿وقال الذين كفروا إن هذا إلا إفك افتراه وأعانه عليه قوم آخرون فقد جاءوا ظلما وزورا وقالوا أساطير الأولين اكتتبها فهي تملى عليه بكرة وأصيلا ﴾

### مشاركته في بدر وموته

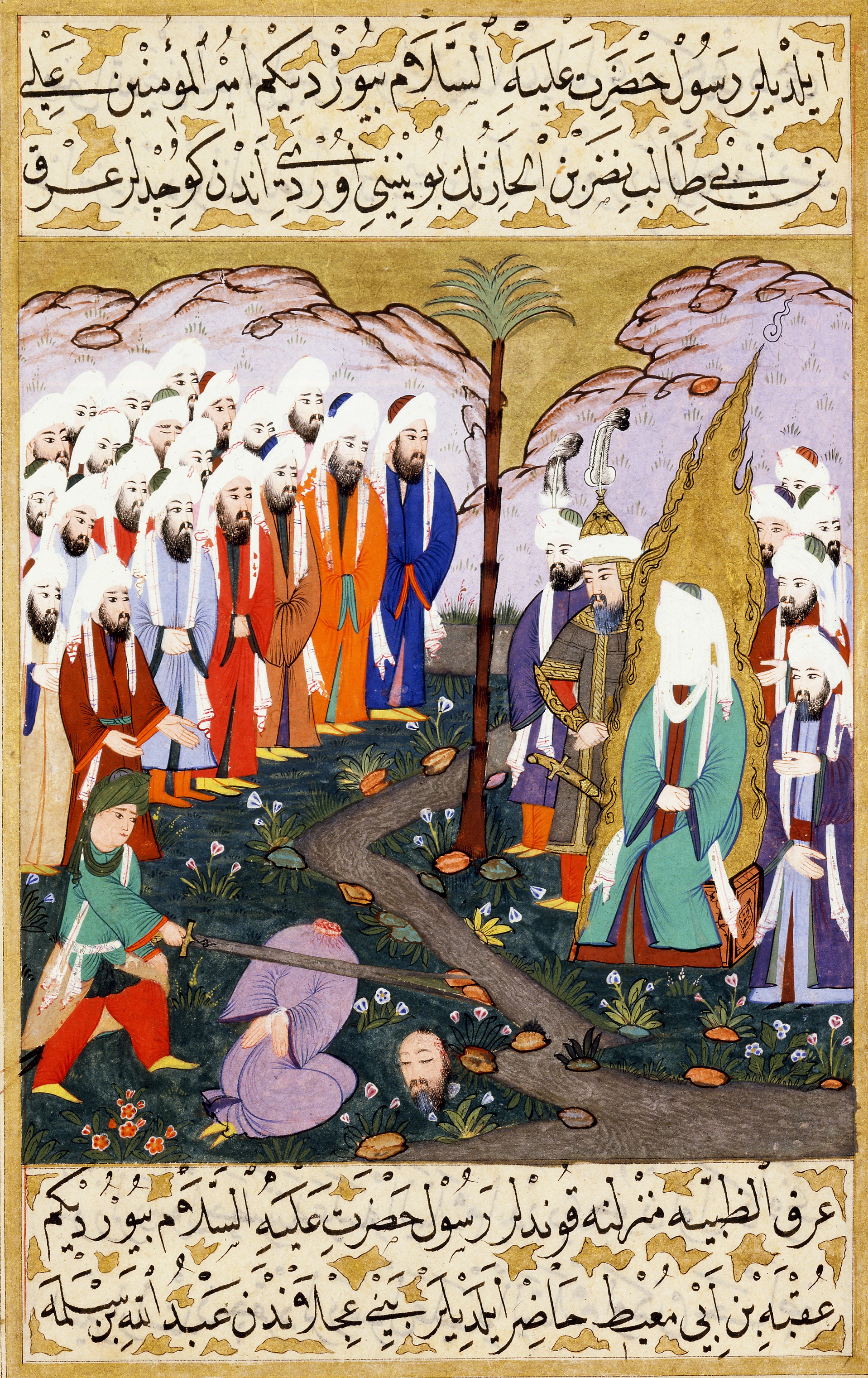
منمنمة لقطع رأس النضر بن الحارث، تاريخ المنمنمة حول سنة 1594

شارك في غزوة بدر وكان صاحب لواء المشركين فيها ، وكان أحد الذين أطعموا الجيش، وأسره الصحابي المقداد بن الأسود، وفي طريق العودة للمدينة المنورة قُتِل النضر بالصفراء أو الأثيل (قرب المدينة) حيثُ قتله علي بن أبي طالب صبراً وقُتِل معه عقبة بن أبي معيط. وقد اعتبر علماء الإسلام والمفسرون والسلف هذا استجابة من الله لدعاء النضر لأنّه كان يدعو الله أن ينزل به العذاب لو كان الإسلام حقاً، وقال عطاء بن أبي رباح: «لقد نزل في النضر بن الحارث  بضع عشرة آية فحاق به ما سأل من العذاب يوم بدر.» 
وقد نفى الدكتور محمد عبد الله العوشن هذه الحادثة في كتابه ما شاع ولم يثبت في السيرة النبوية حيثُ نقل كلام الألباني في انتقاد إسناد الحديث إذ قال عمن روى الحديث: «وأبو عبيدة بن محمَّد بن عمار بن ياسر، من الطبقة الرابعة في تصنيف ابن حجر في (التقريب)، وهي طبقة جُلّ روايتهم عن كبار التابعين. قال الألباني: "ضعيف، رواه البيهقي (9/ 64) عن الشافعي: أنبأ عدد من أهل العلم من قريش وغيرهم من أهل العلم بالمغازي أنّ رسول الله - صلى الله عليه وسلم - أسر النضر بن الحارث العبدي (*) يوم بدر، وقتله بالبادية، أو الأثيل صبرًا، وأسر عقبة بن أبي معيط فقتله صبرًا - قلت - (أي الألباني): وهذا مُعضل كما ترى".»
ويقال أن أخته قتيلة بنت الحارث
رثته بقصيدة تقول:
ولكن هُناك من المؤرخين من يُنفي القتل والقصيدة ، وأنه لم يقتل وإنما أصابته جراحة، فامتنع عن الطعام والشراب ما دام في أيدي المسلمين، فمات.